# Institut für Biologie und Rassenlehre

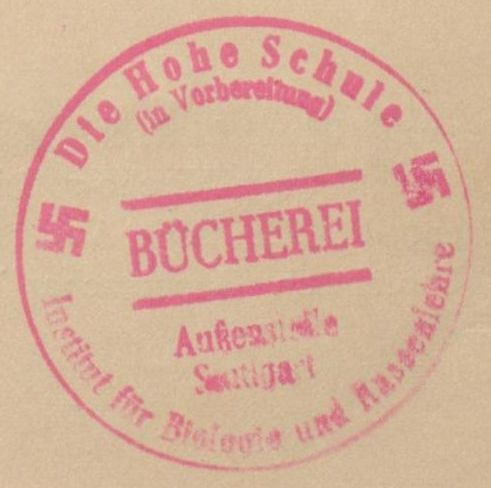
Besitzstempel des „Instituts für Biologie und Rassenkunde“ in einem Buch aus dem Bestand der Württembergischen Landesbibliothek Stuttgart.

Das Institut für Biologie und Rassenlehre war eine Einrichtung der Hohen Schule der NSDAP in Stuttgart, später in Schelklingen.

## Geschichte
Der Chefideologe der NSDAP Alfred Rosenberg, dem die Hohe Schule der NSDAP insgesamt unterstand, sprach am 7. Februar 1940 mit Walter Groß, dem Leiter des Rassenpolitischen Amtes der NSDAP über die Gründung eines „Instituts für Biologie und Rassenkunde“. Ab dem 1. April 1940 standen Etat- und Sachmittel für das neu zu gründende Institut zur Verfügung, der Stellenplan sah insgesamt neun Stellen vor. Das Institut befand sich bis zum Kriegsende „im Aufbau“, die einzige offiziell eröffnete Außenstelle der Hohen Schule war das Institut zur Erforschung der Judenfrage in Frankfurt am Main.
Leiter des Instituts für Biologie und Rassenlehre in Stuttgart wurde Walter Groß, sein Stellvertreter Werner Hüttig. Das Institut sollte als Schnittstelle zwischen Politik und biologischer Wissenschaft fungieren, da die „Wissenschaft der Rassenkunde und der Vererbungslehre“ nach den Worten von Walter Groß „die Grundlage für die praktische Rassenpolitik des Nationalsozialismus“ darstellte und „diese und eine Anzahl anderer biologischer Grunderkenntnisse von fundamentaler Bedeutung für die Weltanschauung des Nationalsozialismus und seine Auseinandersetzung mit den geistigen Gegnern“ sei. Das Institut führte aber auch eigene „rassekundliche“ Untersuchungen durch. Die Arbeitsergebnisse des Instituts sollten Eingang in ein „Handbuch für Biologie und Rassenlehre“ finden, das im Auftrag von Alfred Rosenberg entstehen sollte.
Groß beauftragte Ende April 1944 seinen stellvertretenden Institutsleiter Hüttig nach dessen vorbereitendem Besuch in Italien mit der praktischen „wissenschaftlichen Ursache- und Gegnerforschung“. In 13 Gemeinden nördlich von Verona sollten Untersuchung zur Familienbiologie, Volkskunde und Psychologie durchgeführt werden. Das Institut war 1943 oder 1944 nach Schelklingen in Württemberg ausgelagert worden.
Die geplante Hohe Schule und ihre Außenstellen bauten Bibliotheken nicht unbeträchtlicher Größe auf und bedienten sich dabei auch geraubter Bücher. Große Teile der Bibliothek des „Instituts für Biologie und Rassenlehre“ kamen nach 1945 in die Württembergische Landesbibliothek Stuttgart. Über 1100 Bände wurden bisher dort im Rahmen eines Projekts zur NS-Raubgutforschung gefunden. In zahlreichen Bänden fanden sich dabei auch Hinweise auf Vorbesitzer, denen die Bände geraubt worden waren.